# Tidarren konrad
Tidarren konrad är en spindelart som beskrevs av Knoflach och van Harten 2006. Tidarren konrad ingår i släktet Tidarren och familjen klotspindlar. Inga underarter finns listade i Catalogue of Life.